# Octavio Valdez
Octavio Valdez (* 7. Dezember 1973 in Santiago Acutzilapan, Atlacomulco, Edo. de México), auch bekannt unter dem Spitznamen El Tavo, ist ein mexikanischer Fußballspieler, der wahlweise in der Abwehr bzw. im Mittelfeld einsetzbar ist. 

## Leben

### Verein
Valdez begann seine Profikarriere in der Saison 1995/96 beim CF Pachuca, mit dem er im Torneo Invierno 1999 seinen ersten von insgesamt vier Meistertiteln gewann. Als Valdez im Sommer 2001 erstmals den Verein wechselte, zeigte er diesbezüglich ein außerordentliches Geschick. In der Saison 2001/02 stand er beim Club América unter Vertrag, mit dem er im Torneo Verano 2002 seinen zweiten Meistertitel gewann. Unmittelbar nach diesem Erfolg wechselte er zum Deportivo Toluca FC, mit dem er in der Apertura 2002 sogleich seinen dritten Titel holte. Im Sommer 2003 kehrte er zu seinem Ex-Verein Pachuca zurück und gewann mit ihm in der Apertura 2003 seinen vierten und letzten Meistertitel. 
Bis zum Alter von 35 Jahren spielte Valdez in der ersten mexikanischen Liga, wo er zuletzt in der Saison 2008/09 für den CF Monterrey aktiv war. Seit Sommer 2009 spielt er in der zweiten Liga, wo er in der Saison 2009/10 bei den Tiburones Rojos de Veracruz unter Vertrag stand und aktuell für die Reboceros de La Piedad im Einsatz ist.

### Nationalmannschaft
Zwischen 2001 und 2004 absolvierte Valdez insgesamt 30 Länderspieleinsätze für die mexikanische Nationalmannschaft. 
Sein Debüt gab er in einem am 11. April 2001 ausgetragenen Freundschaftsspiel, das 1:0 gegen Chile gewonnen wurde. Sein letzter Länderspieleinsatz fand am 13. November 2004 im Rahmen der WM-Qualifikation gegen die Auswahl von San Kitts und Nevis statt und wurde mit 5:0 gewonnen.
Höhepunkt seiner Nationalmannschaftskarriere war die Teilnahme am CONCACAF Gold Cup 2003, bei dem er alle fünf Spiele der Mexikaner in voller Länge bestritt und den Titel gewann. Bei diesem Turnier konnten die Mexikaner sich gleich zweimal gegen den Rekordweltmeister Brasilien durchsetzen, der sowohl im Eröffnungsspiel als auch im Finale (durch ein Golden Goal in der 108. Minute) mit 1:0 bezwungen wurde.

## Erfolge

### Verein
- Mexikanischer Meister: Inv 1999, Ver 2002, Ape 2002, Ape 2003

### Nationalmannschaft
- CONCACAF Gold Cup: 2003